# Оффор, Чинонсо
Чинонсо Ннамди Оффор (англ. Chinonso Nnamdi Offor; род. 27 мая 2000 года, Джос, Нигерия) — нигерийский футболист, нападающий российского футбольного клуба «Балтика».

## Карьера
Чинонсо воспитывался на родине в клубе «Реал Сапфир», а взрослую карьеру начинал на Северном Кипре. Оттуда он в 2019 году переехал в Латвию, заключив контракт с клубом «Даугавпилс». Нападающий дебютировал за эту команду 20 июля, выйдя на замену в матче чемпионата Латвии против клуба «Рига». В четвёртой игре за эту команду он забил свои первые голы, отметившись дублем в поединке с «Лиепаей». За полтора года в «Даугавпилсе» форвард забил 10 голов в 22 встречах первенства Латвии. Вторую половину сезона-2020 Чинонсо выступал в составе «РФШ», приняв участие в 13 матчах чемпионата и 6 раз поразив ворота соперников.
В 2021 году Чинонсо отправился за океан, присоединившись к «Чикаго Файр». Там нападающий провёл полтора сезона, сыграв в 41 встрече в рамках MLS и забив 2 гола. Летом 2022 года он стал игроком «Монреаля», за 2 года приняв участие всего в 19 матчах и забив 3 гола, и дважды уезжая в аренду в бельгийский «Зюлте-Варегем» и болгарскую «Арду». Последними Чинонсо в итоге был выкуплен в июле 2024 года. В сезоне 2024/25 нападающий провёл 28 игр за «Арду» в чемпионате Болгарии, отметившись в них 7 забитыми мячами.
24 июня 2025 года была достигнута договорённость о трансфере нападающего в российский клуб «Балтика».